# Gutiérrez (Texas)
Gutiérrez es un lugar designado por el censo ubicado en el condado de Starr en el estado estadounidense de Texas. En el Censo de 2010 tenía una población de 79 habitantes y una densidad poblacional de 586,58 personas por km².

## Geografía
Gutiérrez se encuentra ubicado en las coordenadas 26°20′26″N 98°37′58″O / 26.34056, -98.63278. Según la Oficina del Censo de los Estados Unidos, Gutiérrez tiene una superficie total de 0.13 km², de la cual 0.13 km² corresponden a tierra firme y (0%) 0 km² es agua.

## Demografía
Según el censo de 2010, había 79 personas residiendo en Gutiérrez. La densidad de población era de 586,58 hab./km². De los 79 habitantes, Gutiérrez estaba compuesto por el 88.61% blancos, el 0% eran afroamericanos, el 0% eran amerindios, el 0% eran asiáticos, el 0% eran isleños del Pacífico, el 11.39% eran de otras razas y el 0% pertenecían a dos o más razas. Del total de la población el 100% eran hispanos o latinos de cualquier raza.